# 꾸이년항
꾸이년항(베트남어: Cảng Quy Nhơn)은 베트남 빈딘성의 주요 항구다. 꾸이년시의 동쪽 끝에 있는 하이깡방(海港이라는 의미)에 위치해 있다.

## 개요
꾸이년항은 빈딘성뿐 아니라 잘라이성과 꼰뚬성의 중부 고원 지방과 아타프주, 라타나키리주 등 라오스, 캄보디아 일부 지역까지 접근성이 가장 높은 주요 항이다. 국도 제19호선 국도는 꾸이년 항구가 출발선이며, 국경의 잘라이성, 레타인 국경 관문을 통해 캄보디아(꾸이년항에서 277km)까지 이어진다. 이 도로는 항구를 국도 1호선과 연결하기도 한다.

## 운송량
| [ 1 ] | 전체 화물 톤량 | 수출 | 숭비 |
| ----- | -------------- | ---- | ---- |
| 2005  | 2450           | 1076 | 667  |
| 2006  | 2670           | 1302 | 641  |
| 2007  | 3208           | 1603 | 828  |
| 2008  | 3311           | 1525 | 835  |
| 2009  | 3856           | 2016 | 836  |